# Trichosea champa
Trichosea champa är en fjärilsart som beskrevs av Moore 1879. Trichosea champa ingår i släktet Trichosea och familjen Pantheidae. Inga underarter finns listade i Catalogue of Life.

## Bildgalleri

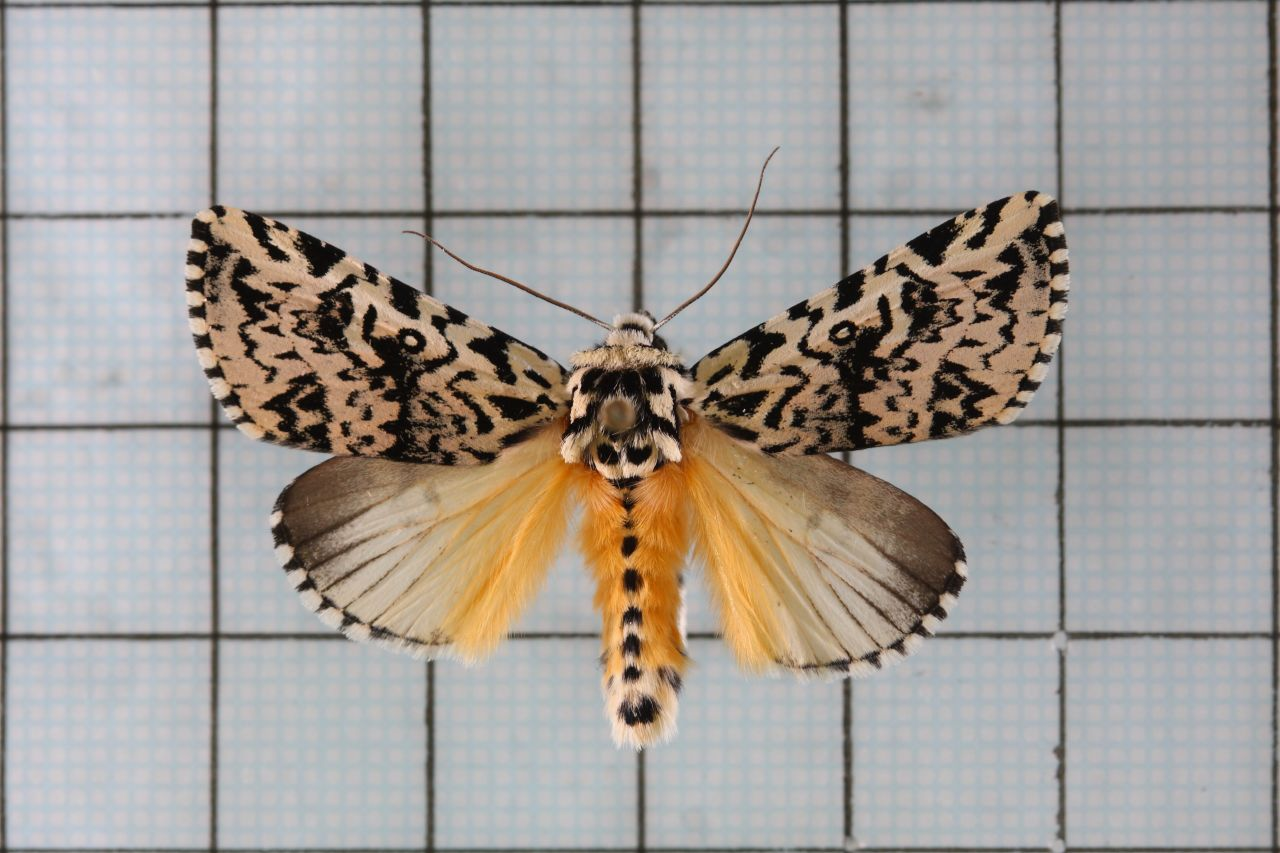
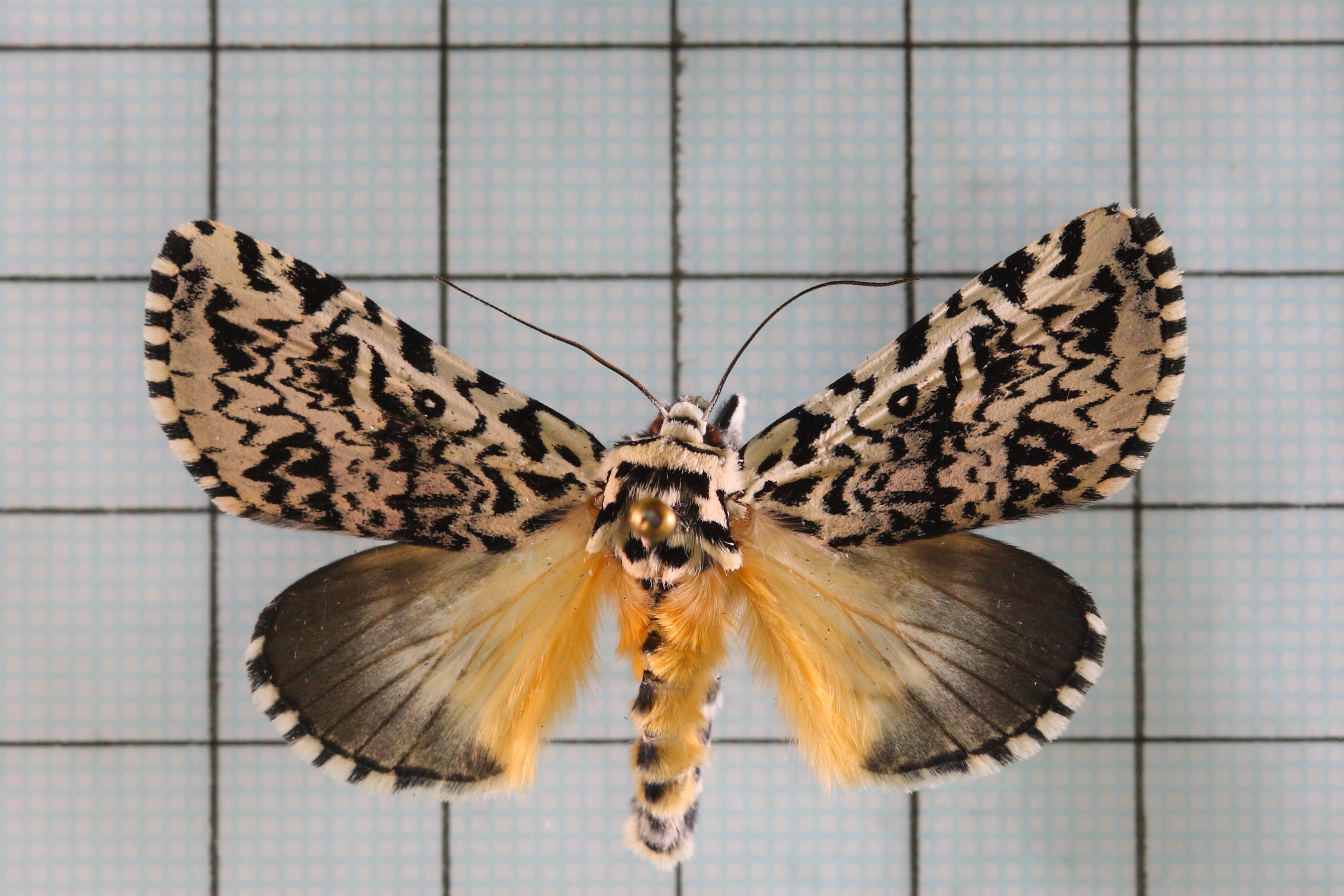